# Jardinier à bec denté
Scenopoeetes dentirostris, Scenopoeetes
Genre
Espèce
Statut de conservation UICN

 LC  : Préoccupation mineure
Le Jardinier à bec denté (Scenopoeetes dentirostris) est une espèce d'oiseaux jardiniers de taille moyenne vivant au nord du Queensland en Australie. C'est la seule espèce du genre Scenopoeetes.

## Description
C'est un oiseau de taille moyenne, d'environ 27cm de long, trapu, brun-olive à brun, strié de blanc en dessous, aux pattes grises, à l'iris brun et au bec caractéristique semblant porter des dents. Les deux sexes sont semblables mais la femelle est légèrement plus petite que le mâle.

## Distribution
Limitée à la région d’Atherton, de Big Tableland au nord au mont Elliot près de Townsville au sud, nord-est du Queensland, Australie.

## Sous-espèce
La population propre à la rivière Johnstone a été décrite comme une sous-espèce géographique minor mais les différences de plumage constatées par rapport au reste de la distribution ne justifient pas cette distinction (Frith & Frith 2009).

## Habitat
L’oiseau jardinier à bec denté est inféodé à la forêt pluviale de moyenne altitude (600-900 m), atteignant occasionnellement 1600 m mais aussi 350 m en hiver et même parfois le niveau de la mer. Il occupe aussi les lambeaux forestiers donnant sur des pâturages pourvu qu’ils soient proches de la grande forêt primaire. Les aires de parade sont typiquement situées au sommet des collines et sur les versants adjacents en forêt humide intacte mais aussi en forêt légèrement dégradée et dans des formations secondaires d’acacias (Frith & Frith 2008, 2009).

## Alimentation
Elle consiste essentiellement en fruits, fleurs, tiges, feuilles et petits animaux (surtout des arthropodes) en période nuptiale, et en feuilles et tiges de plantes succulentes en hiver quand les fruits sont moins disponibles. Les oisillons sont nourris de fruits et d’insectes (surtout des scarabées) (Frith & Frith 2009).
Une photo de Roland Seitre, extraite du Handbook of the Birds of the World, vol. 14 (Frith & Frith 2009 : 359) montre un individu consommant une fleur d’albizzia de Constantinople (Albizzia julibrissin), fabacée.

## Aire de parade
L’aire de parade est un petit espace ovoïde de 0,90 à 2,40 m de diamètre, situé sur et près du sol. Il est généralement placé au pied de buissons, d’arbustes et de petits palmiers dans la forêt dense. Le mâle commence par débarrasser le sol de tous les débris végétaux (feuilles mortes, brindilles, morceaux d’écorce) et minéraux. Puis, il découpe de son bec denté des feuilles fraîches (de deux à dix par jour) de certains arbres et buissons qu’il dispose méticuleusement en les retournant sur le sol pour montrer la partie plus claire. Ces feuilles ne sont pas prélevées par hasard mais appartiennent à deux ou trois espèces de plantes. Elles mesurent en moyenne une trentaine de centimètres. Une quarantaine de feuilles sont habituellement utilisées comme décoration mais on en a dénombré jusqu’à 103 sur une large aire de parade. Cet étalage de feuilles constitue généralement le seul ornement mais des peaux de serpents, souvent blanches, sont parfois disposées au centre ou sur le côté de la scène. L’oiseau remplace régulièrement les feuilles fanées par des fraîches. Les feuilles éliminées finissent par former une ceinture végétale autour de la scène (Ottaviani 2014).

## Poste de chant
Une fois son aire aménagée, il se poste sur une branche horizontale située de 0,30 à 6 m au-dessus du sol et passe le plus clair de son temps à chanter pour attirer des femelles. C’est d’ailleurs ce chant remarquable qui trahit la présence de l’oiseau dans la forêt. Il peut rester ainsi une demi-heure à chanter sans changer de position, passant alors beaucoup plus de temps sur son perchoir que sur sa scène. Il se tient à la verticale et émet, le bec grand ouvert, son chant musical qui gonfle et anime remarquablement sa gorge. Il se dandine légèrement de droite à gauche, entrouvre rapidement les ailes et baisse la tête comme pour surveiller son aire. Parfois, il tend le corps en avant, ouvre une aile et garde l’autre fermée, et inversement, tout en produisant des sons grinçants et mécaniques et en orientant sa queue alternativement à droite et à gauche. Enfin, il se pose sur sa scène, l’inspecte méticuleusement, sautille en tous sens puis va se cacher derrière un tronc d’arbre (Ottaviani 2014).

## Voix
Elle surpasse celle de tous les autres oiseaux à berceaux. Ses dons d’imitateur lui ont valu le nom d’oiseau moqueur d’Australie. Les mâles forment des sortes de clans disséminés à travers la forêt où chaque scène est espacée d’environ 90-100 m et chaque chanteur reste en contact sonore avec les voisins en se livrant à des joutes vocales. Ils débitent des strophes courtes de deux à quatre secondes entrecoupées de pauses de cinq à dix secondes pendant lesquelles ils écoutent les voisins. Les phrases sont variables pour le même individu d’un jour à l’autre, passant de vocalises criardes à des sons flûtés et mélodieux. Le chant a une double fonction, de rivaliser avec les autres chanteurs du secteur et d’attirer des femelles (Ottaviani 2014).

## Parade nuptiale
À l’approche d’un congénère, le mâle se précipite sur son aire puis se dissimule derrière un tronc d’arbre tout en continuant à vocaliser. S’il s’agit d’une femelle, il cesse ses cris de signalement et délivre un chant nuptial différent, composé de notes élaborées et d’imitations de chants d’autres oiseaux. Si la femelle entre sur la scène, il sort de sa cachette et se rue sur elle, le bec grand ouvert, les plumes de la gorge ébouriffées tout en battant amplement des ailes. Si la femelle ne s’enfuit pas face à une attitude aussi agressive, l’accouplement peut avoir lieu (Frith & Frith 1993, 2008).

## Nidification
Le nid est typiquement placé dans l’épais feuillage d’une vigne grimpante ou sur une branche d’arbre de 8 à 27 m de hauteur avec une moyenne de 15 m. Il consiste en une coupe de rameaux parfois mêlés à des tiges d’orchidées avec un revêtement interne de fines ramilles. Il contient généralement deux œufs chamois immaculés. Sur 39 pontes, 82 % était de deux œufs, 18 % d’un seul œuf. Les durées d’incubation et d’élevage des jeunes au nid sont inconnues. La femelle défend son nid et ses jeunes en chassant vigoureusement tout congénère s’approchant de quelques mètres. Elle peut aussi exécuter une parade de diversion en se traînant sur le sol, simulant une aile brisée pour éloigner une personne s’approchant de son poussin récemment emplumé (Frith & Frith 2008).
Le mâle est polygame et aménage un terrain de parade comme les autres oiseaux-jardiniers, parsemé de feuilles vertes fraichement cueillies avzc la face pâle au-dessus. Les feuilles sont collectées par le mâle en masticant le pétiole et les feuilles mortes sont retirées du terrain. L'écran-cour se compose d'une zone ainsi nettoyée contenant au moins un tronc d'arbre utilisé par le mâle pour se percher. À l'approche d'une femelle, le mâle se pose sur le sol et se met à parader.

## Statut, conservation
Selon Frith & Frith (2008), une étude de terrain portant sur des aires de parade sur le mont Windsor Tableland avant et après une déforestation de 18,4 ha en septembre et octobre a montré qu’immédiatement après l’abattage des arbres, le nombre d’aires actives sur un versant voisin mais non dégradé est passé de 11 à cinq. L’espèce est donc manifestement sensible à la déforestation. L’espèce est répertoriée en « préoccupation mineure » car, malgré la petitesse de son aire de distribution, les effectifs semblent globalement stables et non soumis à un danger immédiat (BirdLife International 2013).

## Galerie

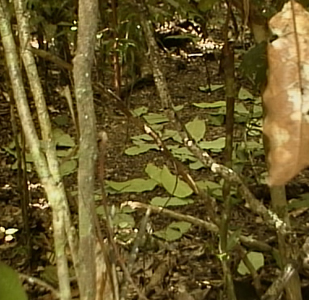
Le terrain de parade